# Nižný Kručov
Nižný Kručov est un village de Slovaquie situé dans la région de Prešov.

## Histoire
Première mention écrite du village en 1327.

## Démographie

### Évolution de la population
| Année:               | 1994. | 2004.   | 2014.   | 2024.   |
| -------------------- | ----- | ------- | ------- | ------- |
| Nombre de personnes: | 385   | 387     | 418     | 386     |
| Différence:          |       | +0,51 % | +8,01 % | -7,65 % |

| Année:               | 2023. | 2024.   |
| -------------------- | ----- | ------- |
| Nombre de personnes: | 391   | 386     |
| Différence:          |       | -1,27 % |